# 129064 Jeanneladewig
129064 Jeanneladewig è un asteroide della fascia principale. Scoperto nel 2004, presenta un'orbita caratterizzata da un semiasse maggiore pari a 3,0508542 UA e da un'eccentricità di 0,1571725, inclinata di 10,19339° rispetto all'eclittica.